# 蒂亚戈·门德斯
蒂亚戈·卡多佐·门德斯（葡萄牙語：Tiago Cardoso Mendes，發音：[tiˈaɣu kɐɾˈðozu ˈmẽdɨʃ]；1981年5月2日—），通常稱為蒂亚戈（Tiago），是一名葡萄牙足球運動員，司職中場，目前在西甲球會马德里竞技擔任助教。
蒂亚戈一個中場多面手，他的職業生涯都在歐洲頂級聯賽以及當地豪門效力，包括英格蘭、法國、意大利、葡萄牙和西班牙。他最為成功的職業生涯是在馬德里競技。包括2013–14西甲和2012年歐洲聯賽決賽在內，他總共為床單軍團嬴取五個重要錦標。
蒂亚戈在千禧年代出戰接近60場國際賽事，這位葡萄牙人更代表葡萄牙國家隊出戰兩次世界盃和2004年歐洲足球錦標賽。

## 生平

### 葡萄牙
蒂亚戈出生於維亞納堡區，足球職業生涯始於葡萄牙球會布拉加。他年僅19歲便成為這支米尼奧省球隊的主力，在2000-01球季幫助球隊以第四名完成聯賽賽季，更打進2001-02賽季歐洲足協盃資格賽。
2002年10月他首次被國家隊選中，出賽一場對蘇格蘭國家隊的友誼賽，當時國家隊以2-0勝出比賽。蒂亚戈的表現令他被海外球會看中並打算招攬，如英超球會阿仙奴。
2001年12月下旬，蒂亚戈在布拉加和隊友艾曼度沙和列卡度·洛查組成球隊核心。
在2002年轉投本菲卡。在2002–03賽季中，他打入13球，幫助球隊以第二名完成聯賽。在2003-04賽季，打幫助球在葡萄牙盃擊敗波爾圖，奪得葡萄牙盃的冠軍寶座。

### 車路士
2004年7月20日，蒂亚戈終於轉戰英超。不過並不是外界原先預計的阿仙奴，而是英超新興冠軍車路士，轉會費據報為一千五百萬鎊。 蒂亚戈的加盟成為穆里尼奧的在這個賽季的第六個簽約（這包括其他三個葡萄牙球員）。雖然蒂亚戈錯過了04-05賽季的第一場比賽，但他很快就成為了車路士的重要一員。在8月24日蒂亚戈作客面對水晶宮的賽事中，他打進了自己在藍戰士和英超的第一個進球。 雖然車路士已經提早奪得該季英超冠軍寶座。但蒂亚戈在2005年5月10日對曼聯的賽事中打進一球精彩的遠射，協助球會以3:1擊敗對手。
蒂亚戈在該季是車路士陣中主力，他在聯賽只缺席四場比賽。他在代表藍戰士僅僅一個賽事便為球隊奪得三個重要錦標。他在所有比賽中上場51次更取得四個入球。包括在2004年10月27日英格蘭聯賽盃對陣西汉姆联的比賽中打進一球。無論如何，蒂亚戈在車路士出色的表現並沒有得到球隊的認同，在接下來的球季球會收購里昂球員艾辛。這做法無疑限制了蒂亚戈在一線隊的機會;在過去的聯賽球季中，車路士在斯坦福橋有蒂亚戈在陣的時間的輸球比例只有2.94％，在他出場34次的比賽中只有一次輸球（在2004年10月16日0-1輸給曼城），這是任何球員要出場至少20次才能做到的，為歷史最低的。

### 里昂

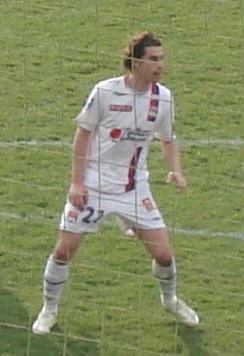
蒂亚戈在2007年效力里昂期間

但蒂亚戈的出色表現卻未有確保正選席位，2005年8月他轉投了法甲六連霸里昂，簽訂4年合約，轉會費約1000萬歐元。穆里尼奥在後來一次訪問中明確地表示讓蒂亚戈離隊絕對是一個「非常錯誤的決定」。
蒂亚戈很快就融入到球會的陣容當中，他與穆罕穆德·迪亞拉、儒尼尼奧·佩南布卡諾和弗洛朗·馬盧達組成強勁的中場線。蒂亚戈在第一個球季表現出色，上陣37場並射入7球。蒂亚戈在里昂第一個球季的最佳入球是在歐冠聯賽十六強淘汰賽次回合中面對荷甲球隊PSV燕豪芬的遠射以及在2006年4月1日法甲聯賽中對陣特魯瓦的致勝球。而蒂亚戈的出色表現也協助里昂嬴得該季冠軍，令里昂能夠在法甲四連霸。
在2006年的夏季轉會窗，穆罕穆德·迪亞拉離隊加盟西甲豪門皇家馬德里。蒂亚戈開始有更多的機會上陣，他逐漸取代穆罕穆德·迪亞拉的位置。蒂亚戈幫助里昂再次衛冕法甲錦標以及打進法國聯賽盃決賽，但里昂在決賽下半場最後一分鐘失球導致球會以0:1不敵波爾多。蒂亚戈在這一季上陣40場並打進6球。

### 祖雲達斯
蒂亚戈在為里昂連贏兩屆法甲冠軍後，在2007年6月17日，里昂主席讓-米歇爾·奧拉斯確認蒂亚戈將會離隊，並在尤文圖斯和AC米蘭兩者中選擇其一。2007年6月21日，蒂亚戈轉投意甲的尤文圖斯。轉會費為1300萬歐元。 蒂亚戈在2007-08賽季的表現抱外界批評，而Goal.com形容他是意甲本賽季的三大水貨之一。
由於蒂亚戈不適應尤文圖斯的球風，因此球會方面早想把他轉售。2008-09賽季，會方已與英超球隊愛華頓達成協議，把堤亞高外借至該英超球會，然而蒂亚戈本人極不願意離開意大利。結果，憤怒的蒂亚戈把球會主席吉利（Giovanni Cobolli Gigli）反鎖在廁所內，在一小時後才被路經的迪比亞路救出
蒂亚戈在經歷一個艱難的賽季後，他終於在教練克勞迪奧·拉涅利的確立了自己的價值，但在2008年11月對陣國際米蘭的比賽中，他剛剛出場幾分鐘便因為嚴重的膝傷被擔架抬出了球場，並休戰了將近兩個月。
蒂亚戈在2009年1月對陣拉齊奧的比賽中回到替補席上，卻發現自己正選地位不保。而球友克里斯蒂亞諾·扎內蒂，穆罕默德·西索科，以及新秀馬爾基西奧才是拉涅利的首選中場配對。但西索科和馬爾基西奧繼受傷之後，他又回到了首發陣容，但他的回歸又拖累球會的戰績，他在四月的國家打呲戰被紅牌趕罰離場。（主場1-1戰平）。
2009-10賽季對蒂亚戈來說是一個被遺忘記的賽季。隨著巴西中場的迭戈和菲臘比·美路，加上他在球隊陣式需求上略有下降，他的出場機會再次被限制。加上，在新任教練費拉拉加盟後，蒂亚戈只能再次回到替補席上，他在這個賽季只出場7次。

### 馬德里競技

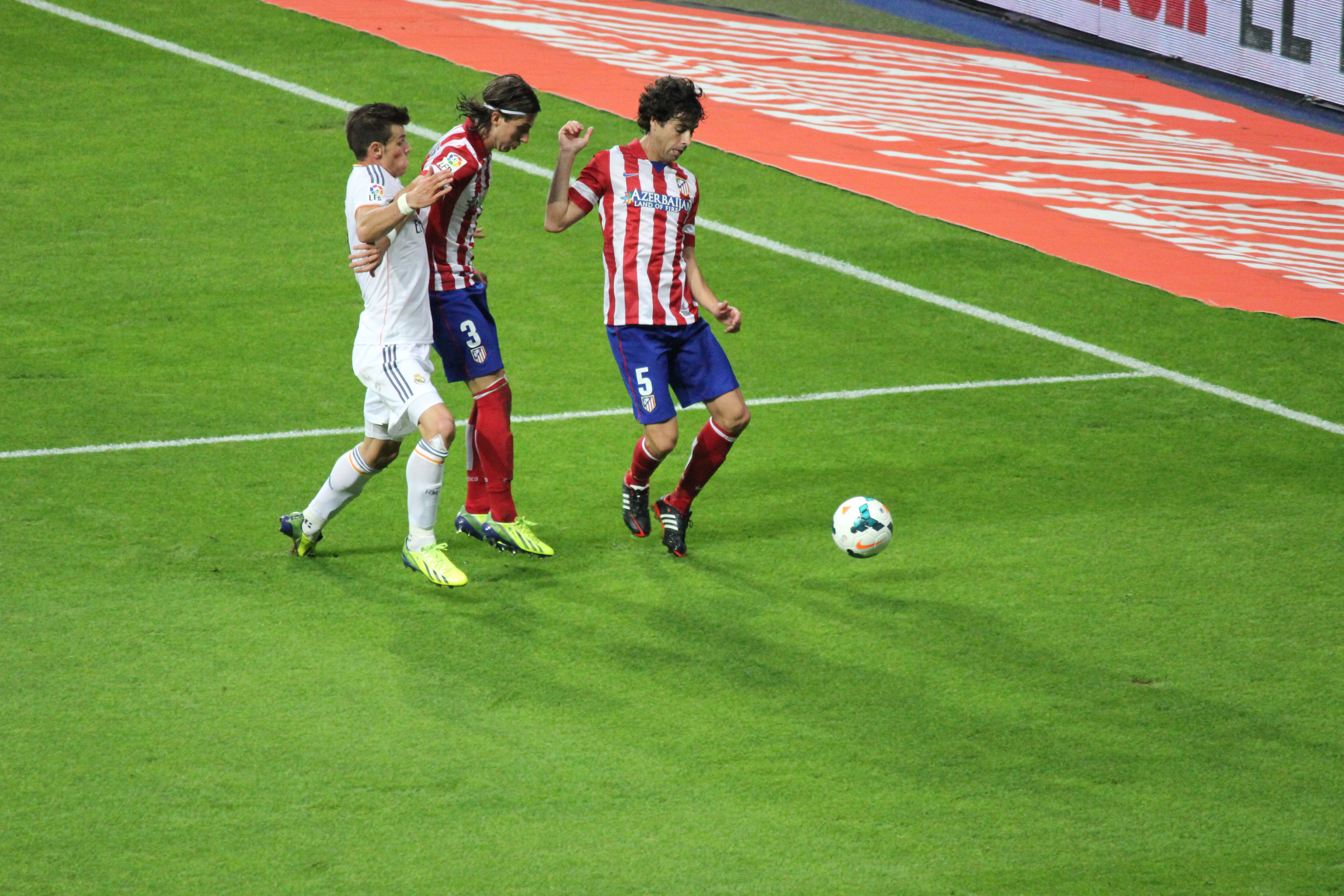
蒂亚戈(圖右)在2013年代表馬德里競技參加馬德里打呲

2010年1月8日，蒂亚戈以租借形式加盟西甲球會馬德里競技，為期一年。 他在1月21日西班牙國王盃主場對陣的比賽中打進他三年來第一個進球，協助球會兩回合計以2:1勝出。 漸漸地，他確立了自己在床單軍團首發陣容中的地位，也令到勞爾·加西亞失去正選地位，也與前本菲卡隊友再次團聚。
在幫助床單軍團打進該季國王盃決賽後，他被尤文圖斯安排新的合同協議。 同樣地，他比勞爾·加西亞在2011–12賽季歐霸盃資格賽中，有較多的上陣時間，並在西甲打進四球。包括作客梅開二度協助球會3:0大勝馬拉加的比賽。他的入球同樣來自頭球。
2011年7月20日，蒂亚戈與馬德里競技簽訂兩年合約。正式加盟床單軍團。 他是球隊在2011–12賽季歐霸盃的重要成員。特別在球季中段當施蒙尼取代上任後。堤亞高在球隊中的地位顯得更為重要。但堤亞高卻錯過了在布加勒斯特舉行的決賽。因為他在該季歐霸盃四強次回合作客華倫西亞的比賽中因為向對方球員打了一記耳光後被紅牌趕離出場。但無阻球會作客以1:0擊敗對手。(總回合5:2)晉身該季歐霸盃決賽
原定離隊的蒂亚戈在2014年7月21日與床單軍團延長兩年合約。同年9月13日聯賽作客皇家馬德里的馬德里打吡，他在開場十分鐘接應隊友佐治·高基開出的角球頂入成1:0，最終床單軍團以2:1勝出賽事。在2015年2月7日的西甲聯賽，蒂亚戈替馬競打進首球，協助馬競主場4:0大勝皇馬。18天之後，他在馬競歐冠16強淘汰賽首回合作客0:1不敵勒沃库森的比賽中被紅牌趕罰離場。
2015年11月28日，在聯賽對陣西班牙人的上半場階段，蒂亚戈的右腿脛骨骨裂, 賽後證實需要休息一段長時間。

## 國家隊生涯

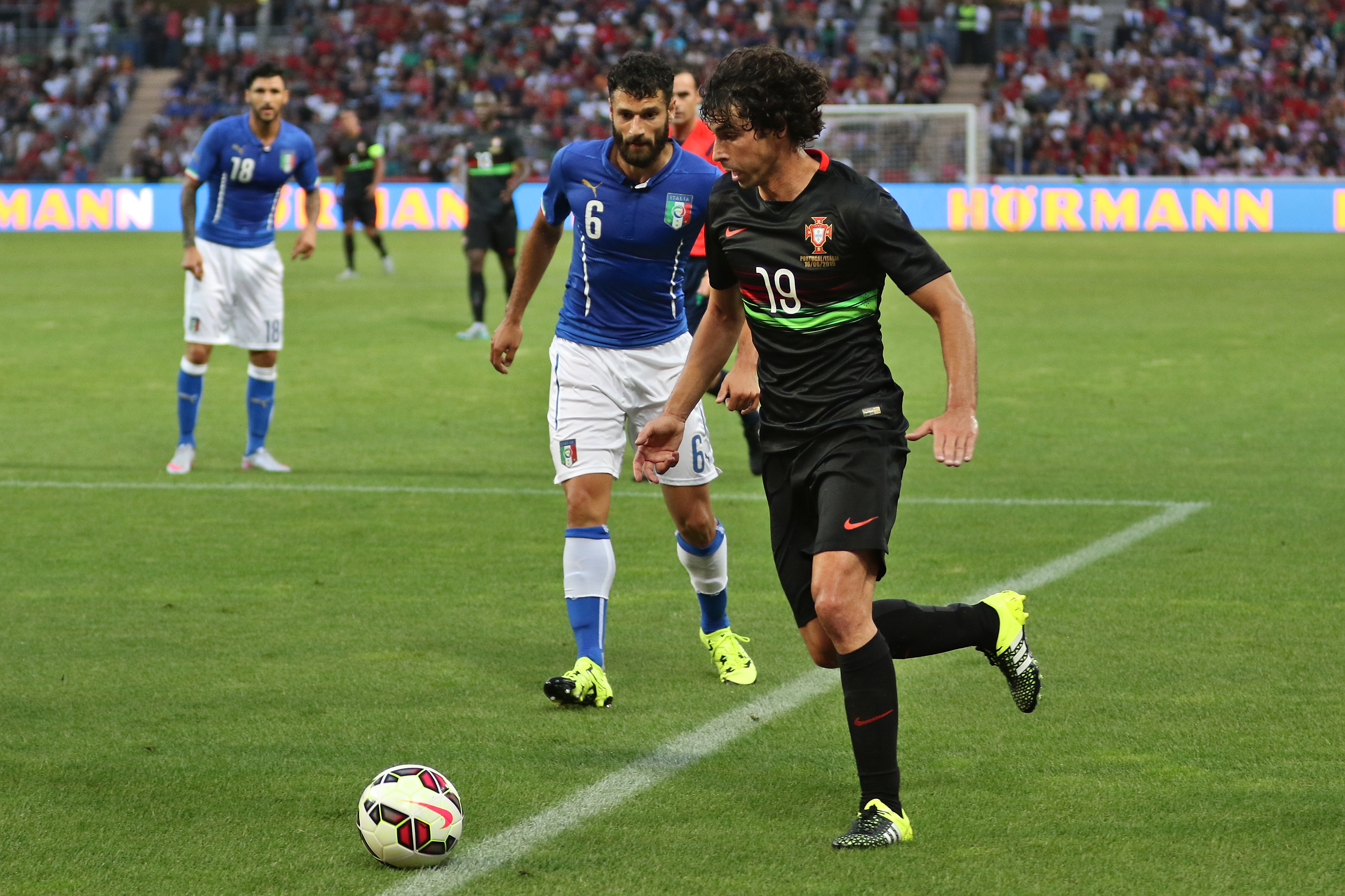
蒂亚戈在2015年對陣意大利的友誼賽

蒂亚戈在2002年11月友誼賽週第一次代表葡萄牙國家隊比賽。對手為蘇格蘭。他出色的表現令他進入2004年歐洲足球錦標賽23人大名單。雖然他沒有在決賽中上陣。
蒂亚戈在轉會到法國後因為里昂強大的陣容給予了他證明自己在國家隊是一個至關重要的位置。他尋求自己能夠成為在2006年世界盃外圍賽 (歐洲區)國家隊的一員。蒂亚戈乃葡萄牙國家隊於2006年世界杯的正選，當屆他為國家隊上陣五場並敗予主辦國德國獲得殿軍。
蒂亚戈在2007年3月2008年歐洲國家盃外圍賽對陣塞爾維亞的比賽中打進他在葡萄牙國家隊的第一個進球。協助球隊作客1:1迫和對手，取得寶貴一分。但他在球會和國家隊穩定的演出並未能讓他順利進入2008年歐洲足球錦標賽的23人名單。
蒂亚戈被選入在南非的2010年世界盃23人大名單。他在小組賽第一場0:0賽和科特迪瓦的比賽中取代了老將迪高的位置。蒂亚戈在及後的比賽都取代了迪高的位置。而在小組賽第二輪對陣朝鮮的比賽中，他個人梅開二度，協助國家隊以7:0大勝對手。
在2010年世界盃結束後，蒂亚戈宣佈退出國家隊。他表示:「退出是為了讓更多機會留給年青球員。」蒂亚戈總共為葡萄牙上陣58場並打進三球。2014年10月3日，在蒂亚戈缺席國家隊接近4年的賽事後，他被新任主帥徵召入國家隊與法國的友賽以及在2016年歐洲國家盃資格賽對陣丹麥的23人大名單中。他在2015年6月13日由葡萄牙客場3:2擊敗亞美尼亞的另一場資格賽中因兩黃一紅被趕離場。

### 國際賽入球
進球和賽果以葡萄牙為先
| #  | 日期      | 比賽場地           | 對陣     | 比分 | 賽果 | 賽事                   |
| -- | --------- | ------------------ | -------- | ---- | ---- | ---------------------- |
| 1. | 2007.3.28 | 塞爾維亞貝爾格萊德 | 塞爾維亞 | 0–1  | 1–1  | 2008年歐洲國家盃外圍賽 |
| 2. | 2010.6.21 | 南非開普敦綠點球場 |          | 4–0  | 7–0  | 2010年世界盃           |
| 3. | 2010.6.21 | 南非開普敦綠點球場 |          | 7–0  | 7–0  | 2010年世界盃           |

## 個人風格
一名多才多藝的防守或正中場，具有良好視野和整體技術，蒂亚戈最為人所知的是他的工作率，韌性以及攔截能力，正如他在獲得控球權以後的分球能力。這些出眾凡能力為他在里昂效力的期間獲得「the washing machine」的稱號。

## 球會數據
最後更新：2015年3月22日
| 球會              | 球會      | 球會     | 聯賽 | 聯賽 | 盃賽 | 盃賽 | 聯賽盃 | 聯賽盃 | 洲際 | 洲際 | 其他 | 其他 | 總共 | 總共 |
| 賽季              | 球會      | 聯賽     | 上場 | 入球 | 上場 | 入球 | 上場   | 入球   | 上場 | 入球 | 上場 | 入球 | 上場 | 入球 |
| ----------------- | --------- | -------- | ---- | ---- | ---- | ---- | ------ | ------ | ---- | ---- | ---- | ---- | ---- | ---- |
| 布拉加            | 1999–2000 | 葡超     | 18   | 1    | 1    | 0    | —      | —      | —    | —    | —    | —    | 19   | 1    |
| 布拉加            | 2000–01   | 葡超     | 27   | 0    | 1    | 0    | —      | —      | —    | —    | —    | —    | 28   | 0    |
| 布拉加            | 2001–02   | 葡超     | 17   | 3    | 3    | 0    | —      | —      | —    | —    | —    | —    | 20   | 3    |
| 布拉加            | 總計      | 總計     | 62   | 4    | 5    | 0    | —      | —      | —    | —    | —    | —    | 67   | 4    |
| 賓菲加            | 2001–02   | 葡超     | 15   | 1    | 3    | 0    | —      | —      | —    | —    | —    | —    | 18   | 1    |
| 賓菲加            | 2002–03   | 葡超     | 31   | 13   | 0    | 0    | —      | —      | —    | —    | —    | —    | 31   | 13   |
| 賓菲加            | 2003–04   | 葡超     | 29   | 5    | 5    | 3    | —      | —      | 9    | 3    | —    | —    | 43   | 11   |
| 賓菲加            | 總計      | 總計     | 75   | 19   | 8    | 3    | —      | —      | 9    | 3    | —    | —    | 92   | 25   |
| 切爾西            | 2004–05   | 英超     | 34   | 4    | 2    | 0    | 4      | 0      | 11   | 0    | —    | —    | 51   | 4    |
| 里昂              | 2005–06   | 法甲     | 29   | 5    | 0    | 0    | 0      | 0      | 8    | 2    | —    | —    | 37   | 7    |
| 里昂              | 2006–07   | 法甲     | 27   | 4    | 0    | 0    | 3      | 0      | 8    | 2    | —    | —    | 38   | 6    |
| 里昂              | 總計      | 總計     | 56   | 9    | 0    | 0    | 3      | 0      | 16   | 4    | —    | —    | 75   | 13   |
| 尤文圖斯          | 2007–08   | 意甲     | 20   | 0    |      |      | —      | —      | —    | —    | —    | —    | 20   | 0    |
| 尤文圖斯          | 2008–09   | 意甲     | 15   | 0    | 0    | 0    | —      | —      | 3    | 0    | —    | —    | 18   | 0    |
| 尤文圖斯          | 2009–10   | 意甲     | 7    | 0    | 0    | 0    | —      | —      | 3    | 0    | —    | —    | 10   | 0    |
| 尤文圖斯          | 總計      | 總計     | 42   | 0    | 0    | 0    | —      | —      | 6    | 0    | —    | —    | 48   | 0    |
| 馬德里競技 (租借) | 09-10     | 西甲     | 18   | 2    | 5    | 1    | —      | —      | —    | —    | —    | —    | 23   | 3    |
| 馬德里競技 (租借) | 2010–11   | 西甲     | 31   | 4    | 2    | 1    | —      | —      | 6    | 1    | —    | —    | 39   | 6    |
| 馬德里競技        | 2011–12   | 西甲     | 24   | 0    | 0    | 0    | —      | —      | 8    | 0    | —    | —    | 32   | 0    |
| 馬德里競技        | 2012–13   | 西甲     | 22   | 2    | 3    | 0    | —      | —      | 5    | 0    | —    | —    | 30   | 2    |
| 馬德里競技        | 2013–14   | 西甲     | 23   | 2    | 3    | 0    | —      | —      | 7    | 0    | 0    | 0    | 33   | 2    |
| 馬德里競技        | 2014–15   | 西甲     | 22   | 4    | 1    | 0    | —      | —      | 3    | 0    | 1    | 0    | 27   | 4    |
| 馬德里競技        | 總計      | 總計     | 140  | 14   | 14   | 2    | —      | —      | 29   | 1    | 1    | 0    | 158  | 17   |
| 生涯總計          | 生涯總計  | 生涯總計 | 410  | 49   | 29   | 5    | 7      | 0      | 71   | 8    | 1    | 0    | 518  | 61   |

1. 1 2 3 4 5 6 7 8  Appearances in UEFA Champions League
2. 1 2 3  Appearances in UEFA Europa League
3. ↑  包括西班牙超級盃

## 榮譽

### 球會
賓菲加
- 葡萄牙盃：2003/04冠軍

車路士
- 英格蘭超級聯賽：2004/05冠軍
- 英格蘭聯賽盃：2004/05冠軍
- 英格蘭社區盾: 2005冠軍

里昂
- 法甲：2005/06、2006/07冠軍
- 法國超級盃：2005/06、2006/07冠軍
- 法國聯賽盃: 2006/07亞軍

馬德里競技
- 西甲: 2013–14冠軍
- 歐霸盃：2011–12賽季冠軍
- 歐洲超級盃: 2010、2012冠軍

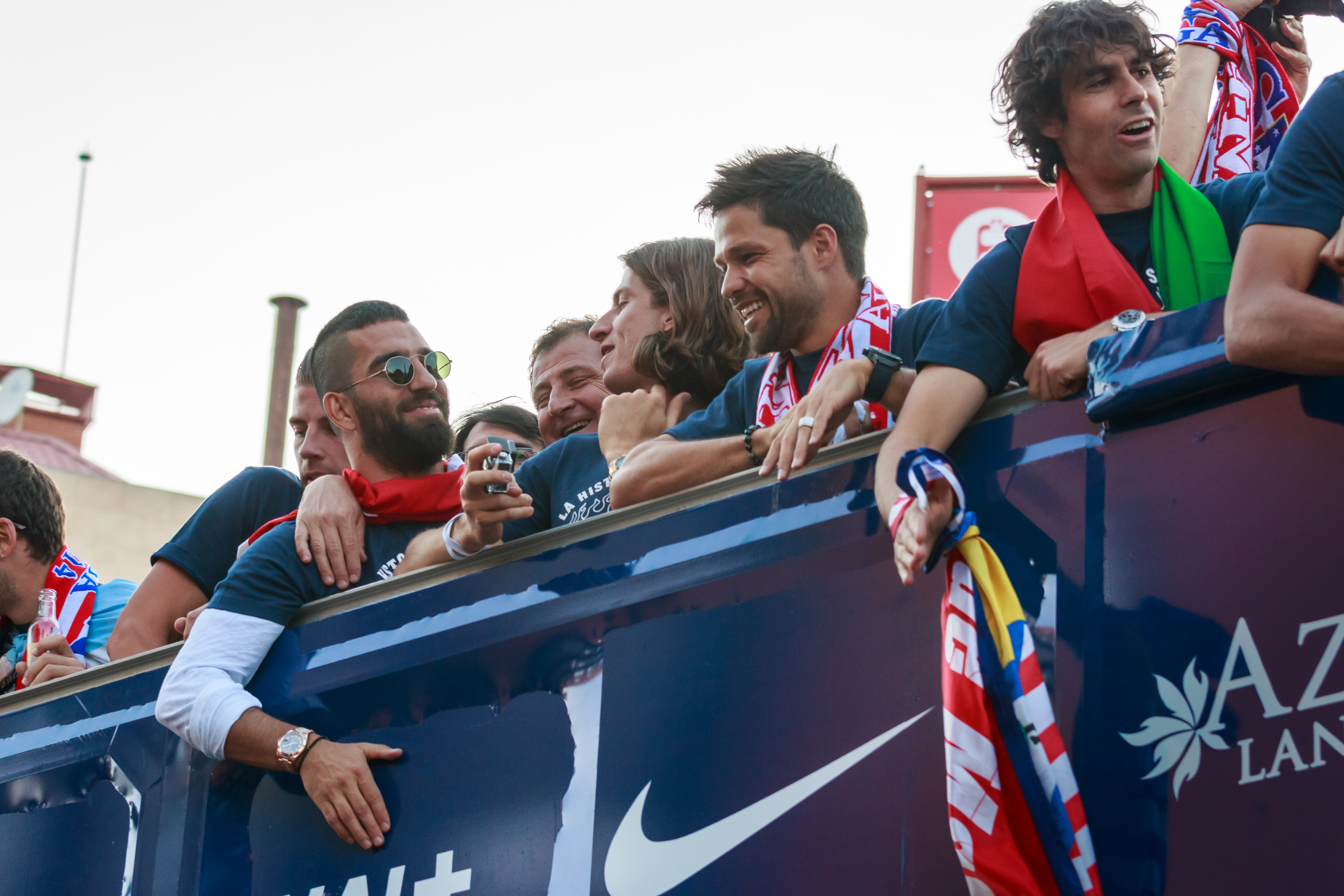
2014年的蒂亚戈(最右)在慶祝馬競獲得該屆聯賽冠軍的勝利巡遊

- 西班牙國王盃: 2012–13冠軍;2009–10亞軍
- 西班牙超級盃: 2014冠軍
- 歐洲聯賽冠軍盃:  2013–14亞軍
- 西班牙超級盃: 2013亞軍

### 國家隊
- 2004年歐洲足球錦標賽亞軍

## 外部連結
- 馬德里體育會官方檔案 （西班牙文）
- Stats and profile at Zerozero （英文）
- Stats at ForaDeJogo （页面存档备份，存于）
- PortuGOAL profile （页面存档备份，存于） （葡萄牙文）
- 足球数据库：蒂亚戈·门德斯的球员统计数据
- BDFutbol檔案 （页面存档备份，存于） （英文）
- 蒂亚戈·门德斯在 National-Football-Teams.com 上的出场纪录
- 蒂亚戈·门德斯 – FIFA國際賽競賽紀錄 (存檔)
- 2010年世界盃官方檔案 （页面存档备份，存于） （英文）